# Éric Liégeon
Éric Liégeon né le 24 janvier 1961 à Pontarlier est un homme politique français.

## Biographie
Il est le petit-fils d'un poilu de la guerre 14-18, agriculteur de profession. 
En 1980, à 19 ans, il reprend l'exploitation familiale à Courvières. En 2016, cette dernière compte une prairie de 110 hectares, un troupeau de 50 montbéliardes laitières et produit environ 350 000 litres de lait à l'année, qu'il vend 500 euros la tonne à la coopérative de Courvières et à la fromagerie des Monts de Joux à Bannans. Il gère la ferme en GAEC avec sa femme Hélène.   
De 2008 à 2014, il est secrétaire général de la FDSEA du Doubs. 
Le 4 avril 2014, il est élu maire de Courvières. Le 10 juillet 2020, il est réélu.  
Il est le suppléant d'Annie Genevard aux élections législatives de 2012, 2017, 2022 et 2024. Lorsqu'elle est nommée ministre de l'Agriculture dans le gouvernement de Michel Barnier, il devient député de la cinquième circonscription du Doubs à son tour.  